# Stadio Vecchio GSP
Il Gymnastikos Syllogos Ta Pagkypria , ufficialmente Gymnastikos Syllogos Ta Pagkypria Stadium Eugenia e Antonios Theodotou (in greco Παλαιό Στάδιο Γυμναστικού Συλλόγου «Τα Παγκύπρια», Ευγενίας και Αντωνίου Θεοδότου, letteralmente Vecchio Stadio dell'Associazione di Ginnastica "Pancipriota" - Eugenia e Antoniou Theodotou), meglio noto come Stadio Vecchio GSP per distinguerlo dallo Stadio Neo GSP, è stato uno stadio di calcio di Nicosia.

## Storia
Aveva una capacità di 12.000 mila spettatori. Fu costruito nel 1902.
Lo stadio fu costruito e inaugurato nel 1902, in un'area acquistata con quote dei cristiani greco-ortodossi di Nicosia. Gran parte dei lavori fu finanziata da Antoniou ed Eugenia Theodotou, tanto che, in loro onore, lo stadio era anche noto come GSP-Eugenia e Antoniou Theodotou.
Lo stadio è stato la sede di molte squadre di Nicosia: AYMA Nicosia, APOEL, Olympiakos Nicosia, Omonia, Orpheas Nicosia e Çetinkaya Türk.
Dalla prima edizione e fino al 1978, lo stadio fu la sede di tutte le finali della Coppa di Cipro, con la sola eccezione dell'edizione 1975/'76.
Nello stadio furono disputati diciotto incontri della Nazionale di calcio di Cipro, tra cui la storica prima vittoria contro la Grecia.
Nel 1998 fu sostituito dal Stadio Neo GSP. Dal 1999 è stato utilizzato come parcheggio. Nel giugno del 2017 è stato demolito.